# Литературный музей
Литерату́рный музе́й — музей литературного наследия, истории литературы и литературных процессов. Литературные музеи включают в себя центральные историко-литературные музеи (Государственный Литературный музей в Москве, Литературный музей института русской литературы РАН — Пушкинского дома) и региональные (Музей осетинской литературы им. К. Х. Хетагурова во Владикавказе, Музей писателей-орловцев (1957 г.), Объединенный музей писателей Урала (1980 г.), Дальневосточный литературный музей (1981 г.) в Хабаровске и др.); а также монографические музеи, посвященные отдельным писателям или поэтам, как правило — мемориальные.

## История
Литературные музеи — относительно молодая группа музеев, формирование которой начинается во второй половине XIX в. Идея литературного музея в России связана с почитанием памяти А. С. Пушкина. В 1879 г. при Александровском лицее был открыт первый музей Пушкина. В 1905 г. при Академии наук был открыт Пушкинский дом, совмещающий функции музея и научно-исследовательского учреждения.
С 1920-х годов в СССР начинают появляться музеи, посвящённые истории русской литературы в целом (Литературный музей при Всесоюзной библиотеке им. В. И. Ленина (1921 г.) в Москве, Центральный музей художественной литературы, критики и публицистики (1930 г.)) В 1934 г. эти музеи были объединены в Государственный литературный музей. Пушкинский дом был в 1930-е годы преобразован в Институт русский литературы АН СССР, сохранив при себе музей.
В 1960-80-е годы наряду с мемориальными начали появляться музеи, посвящённые истории литературы определённого региона в целом.

## Национальные музеи

### Польские
- Литературный музей имени Адама Мицкевича (Варшава) (с 1950)
- Литературный музей имени Юзефа Чеховича (с 1968) в Люблине

### Российские

#### Центральные
- Литературный музей при Всесоюзной библиотеке им. В. И. Ленина в Москве (1921 г.). В 1934 году объединен с Центральным музеем художественной литературы.
- Литературный музей института русской литературы РАН — Пушкинского дома (1905 г.)
- Московский Государственный литературный музей (с 1934). Образован при объединении Литературного музея с Центральным музеем художественной литературы.
- Центральный музей художественной литературы, критики и публицистики (1930 г.). В 1934 году объединен с Литературным музеем.

#### Региональные
- Белгородский литературный музей (с 1999)
- Воронежский литературный музей (с 1922)
- Дальневосточный литературный музей в Хабаровске открыт 24 декабря 1981 года в день 80-летия со дня рождения основателя Дальневосточной писательской организации Александра Фадеева. Музейная коллекция насчитывала 30 тыс. экспонатов основного фонда. В 1992 году музей вошел в состав краевого музея им. Н. И. Гродекова, экспозиция убрана в хранилища.[1]
- Красноярский Литературный музей (с 1997)
- Нижегородский литературный музей им А.М. Горького (с 1934 г.)
- Музей осетинской литературы им. К. Х. Хетагурова во Владикавказе. Филиал музея Терской области (Национальный музей Республики Северная Осетия-Алания).
- Музей писателей-орловцев (1957 г.). Филиал музея И. С. Тургенева.
- Объединенный музей писателей Урала (1980 г.)
- Ростовский Литературный музей А. П. Чехова (с 1935)
- Чувашский Литературный музей имени К. В. Иванова (Чебоксары)
- Якутский Литературный музей имени П. А. Ойунского (с 1970)
- Музей истории татарской литературы с мемориальной квартирой Шарифа Камала в Казани (с 1950)

#### Монографические
См. статью Литературно-мемориальные музеи.
Наиболее крупными монографическими литературными музеями с большим количеством филиалов являются музеи Л. Н. Толстого, Горького и Маяковского.

### Украинские
- Ивано-Франковский Литературный музей Прикарпатья (с 1986)
- Одесский государственный литературный музей (с 1977)
- Харьковский литературный музей (с 1988)
- Херсонский литературный музей (с 1991)

### Другие
- Ирландский Литературный музей Дублина (с 1991)
- Литовский Литературный музей А. С. Пушкина (Вильнюс) (с 1949)
- Малайзийский Литературный музей Малакки (с 1984)
- Словацкий Литературный музей имени А. С. Пушкина в Бродзянах (с 1979)
- Эстонский литературный музей (с 1940) в Тарту.
- Японский Литературный музей имени Сюсаку Эндо (с 2000) в Нагасаки